# Seigneurs de guerre (roman)
Pour les articles homonymes, voir Seigneurs de guerre (homonymie).
Seigneurs de guerre est un roman écrit par Erik L'Homme, troisième et dernier volume du cycle Les Maîtres des brisants. Il a été publié par Gallimard en 2009.

## Résumé
Deux ans après la guerre entre l'Empire Comtal de Nifhell et le Khanat de Muspell, la paix est revenue dans le système Drasill. Ayant perdu la femme qu'il aimait, Alyss, le Capitaine Vrânken de Xantraille, surnommé "Chien-de-la-Lune", a choisi l'exil volontaire au lieu des honneurs. Mais alors que l'Empire savoure sa victoire durement acquise, Le Capitaine de Xantrailles revient brutalement avec une terrible nouvelle: une antique et invincible armada — venue du fin fond de la Galaxie d'Eridan et dirigée par le dernier de son espèce, un Seigneur de Guerre appelé Mélanthos — approche. La seule chance de résister est d'unifier tout le système de Drasill,  tâche bien plus difficile qu'il n'y paraît; jusqu'à ce que l'armada se déploie dans le système solaire et détruit deux planètes. Sa prochaine cible est Planète Morte, centre de contrôle des Chemins Blancs, les couloirs hyperspatiaux permettant a tout vaisseau de traverser en toute sécurité le système Drasill. Pour vaincre cette menace plus grande que jamais, il faudra percer l'ultime secret derrière Planète Morte et les Chemins Blancs...